# Empresa Malagueña de Transportes SAM
La Empresa Malagueña de Transportes SAM es una entidad perteneciente al ayuntamiento de Málaga que da servicio de transporte público de superficie mediante autobuses en la ciudad de Málaga (España). Opera y presta servicio con un total de 42 líneas regulares, 5 líneas nocturnas y 2 líneas turísticas y una flota de 320 autobuses.
Los orígenes de la empresa se remontan al año 1884, cuando comenzaron a proyectarse las primeras líneas de tranvía a tracción animal en la ciudad. El nombre actual fue adoptado en 1984 mientras que la actual imagen y el logotipo fueron ideados en 2002, pasando los autobuses a ser de color azul.

## Historia

### Sociedad Municipal de Tranvías
La historia de la EMT se remonta al año 1884, cuando se proyecta una primera línea de tranvía que comunicará el centro de Málaga con la barriada de El Palo, situada en la zona este de la ciudad. En 1885 se inaugura la primera línea y en 1891 funcionan ya tres, con destinos al Arroyo de la Caleta, El Palo y Boquete del Muelle. En este momento, se contaba con 17 tranvías. Años después se adquirieron los primeros tranvías eléctricos, que serían puestos en funcionamiento en 1905 en la línea de El Palo.
En 1907 se electrifican las dos líneas restantes. En 1923 funcionan ya seis líneas que comunican Málaga desde Huelin hasta El Palo. Ya se cuentan con más de 30 tranvías y una población de 150.000 habitantes en la capital. Los primeros autobuses llegarían en 1927 para cubrir las dos principales líneas de Málaga (El Palo y Ciudad Jardín).

### Servicio Municipal de Transportes Urbanos
En 1949, la SMT (Sociedad Municipal de Tranvías) se encuentra en situación de quiebra, por lo que el ayuntamiento decide crear el SMTU (Servicio Municipal de Transportes Urbanos), aunque el material está obsoleto; 30 tranvías al frente de 3 líneas (las demás pertenecían en ese momento a concesiones privadas). La población ascendió a más de 200.000 habitantes, por lo que había que buscar una solución. En la década de los 50 desaparecen los tranvías y con ello tres de las líneas públicas que poseía el ayuntamiento.
En el período de los 60 y 70, la ciudad de Málaga experimenta una fuerte crecida de habitantes pasando de 300.000 a 460.000, y con ello, la SMTU aumenta sus servicios y sus recursos materiales, con 17 líneas y 109 autobuses en el año 1979. Además existían 20 líneas más de concesión privada, pero con un servicio pésimo y deteriorado al público.

### Empresa Malagueña de Transportes

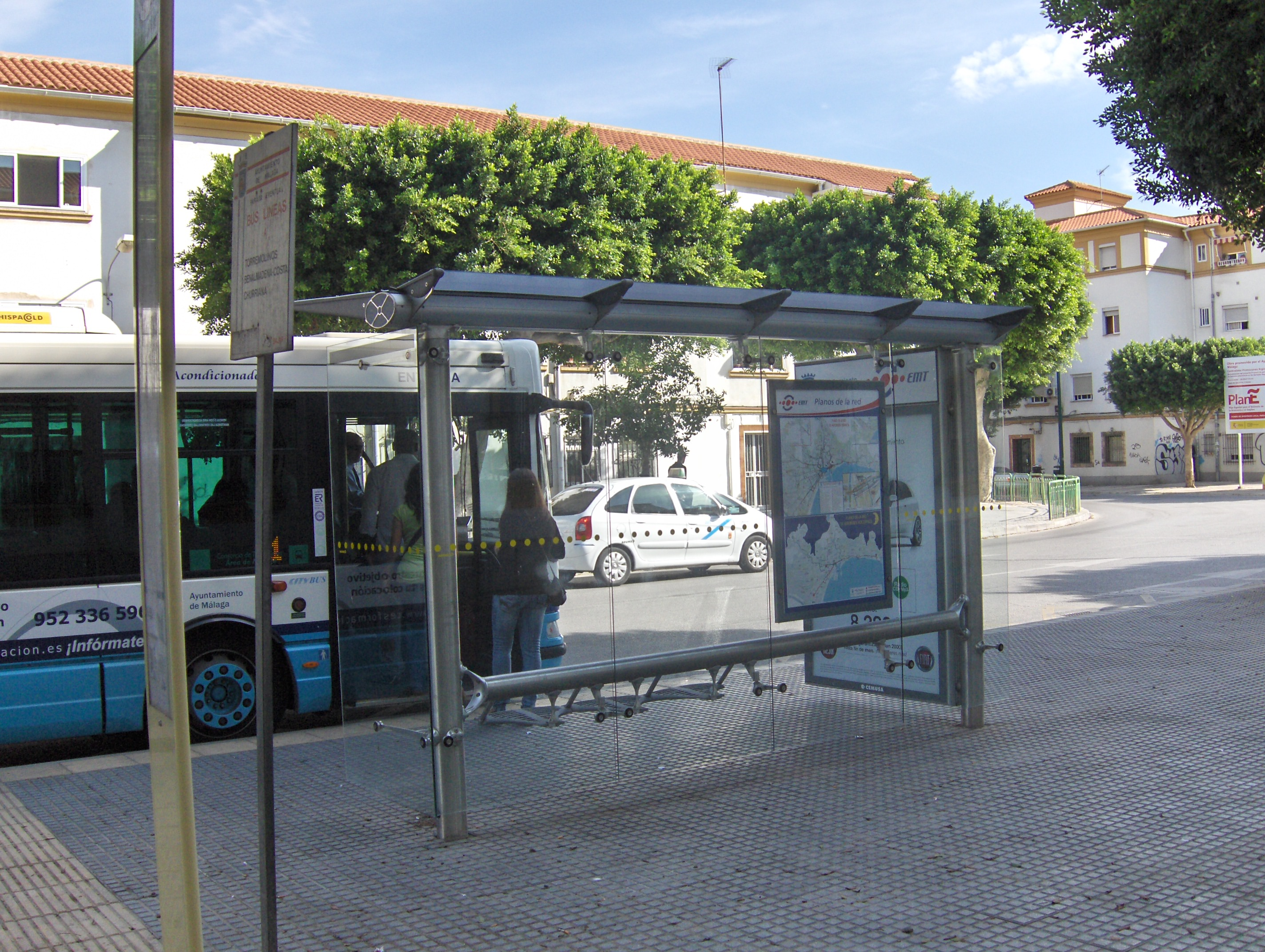
Parada de la EMT en la Avenida de la Paloma.

En la década de los 80 se inicia un proceso de recuperación de las líneas privadas; en 1982-1983 se recuperan 7 líneas y en 1984 se produce un cambio en la empresa, pasando a ser la Empresa Malagueña de Transportes (Sociedad Anónima Municipal). En este momento la flota adquiere una imagen uniforme, pasando los autobuses del color crema a naranja y blanco (separados por una franja negra horizontal). Desde 1985 hasta 1992, la EMT adquiere nuevos vehículos con aire acondicionado (su flota asciende a 187 autobuses) y recupera las líneas privadas restantes.
En 1987 abandonan sus instalaciones de El Palo de 1905 y se transladan al Camino de San Rafael (próximo a la situación actual de la feria). En 1988 se inaugura la Estación de autobuses de Málaga (junto a la Estación de Málaga-María Zambrano) de la que la empresa se hace cargo.
En 1991, los autobuses pasan a presentar el color verde pistacho, junto a los anagramas de la ciudad. Desde 1992 a 1994 se experimenta el sistema de localización por satélite (GPS), precedente del actual Sistema de Ayuda a la Explotación (SAE), y en el período 1997-1998 se hace la primera prueba de toda España de la tarjeta inteligente sin contacto. El período de prueba al público duró tres meses en la línea 11.
En 2002, la empresa recibe un cambio de directiva, imagen y logotipo, donde los autobuses pasan a ser de color azul y blanco. En 2007, su flota aumenta a 240 autobuses. Hasta ese año, se adquieren cuatro nuevos autobuses de gas natural, que reducen las emisiones de partículas, y hasta 80 nuevos autobuses que sustituyen paulatinamente a los vehículos más antiguos de la flota. Además la empresa adapta sus vehículos a un combustible alternativo y reciclado, el biodiésel, extraído de aceites usados.
En otoño de 2007 se introdujo en la empresa la novedosa tecnología Euro IV en un nuevo autobús que reduce las emisiones contaminantes. En 2008 se adquiere un microbús totalmente eléctrico que recorrerá el centro de la ciudad durante las navidades de ese año y 2009.
En 2009 se adquiere una partida de 40 autobuses estándar y 10 autobuses articulados, todos ellos con la tecnología Euro V. En ese año, los autobuses urbanos malagueños son soporte de la polémica campaña promovida por colectivos de ateos. El tornado de febrero de 2009 en Málaga deja numerosos daños materiales en las cocheras de la EMT.
En 2013 y en relación a la inauguración del Metro de Málaga a finales de ese mismo año, la empresa comienza una remodelación de la red de líneas que incluye nuevas líneas, absorciones y desapariciones de líneas.
Ya en febrero de 2013 se inauguró la línea 11, que conecta Ciudad Jardín y el Campus Universitario de Teatinos, y a finales de marzo de 2013 se unificaron las líneas 11 y línea 20, y se prolongó la línea 3 hasta El Palo.
También se realizaron cambios menores, como el desplazamiento de cabeceras de las líneas línea 32, línea 33, línea 34, línea 35 y línea 37 al lateral sur de la Avenida de Andalucía, alargando unos metros su recorrido. Esto responde a la disposición de aliviar a la Alameda Principal de tantas paradas de autobuses, ya que hoy en día su función principal es la de intercambiador de líneas urbanas.
El 26 de enero de 2015 se puso en marcha la Línea 40, que conectaba toda la zona litoral desde el Paseo de la Farola hasta Sacaba Beach.
El día 4 de mayo de 2015 y tras más de una década sin prestar servicio, se recuperó la Línea 62, dando una nueva cobertura a la zona del puerto de la torre con el campus universitario.

## Servicios de la EMT[5]

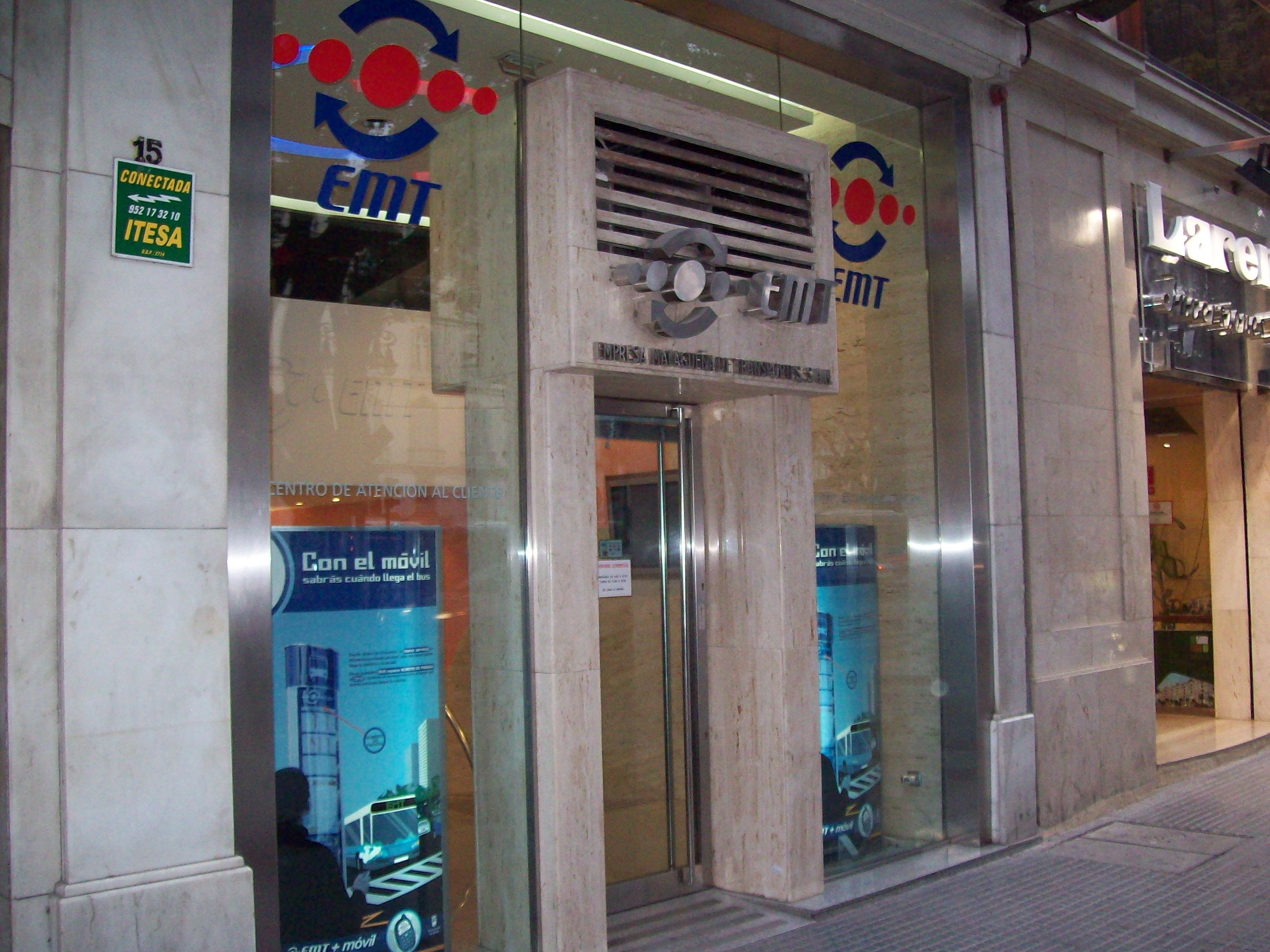
Oficina de la EMT en la Alameda Principal.

La EMT presta servicio con 41 líneas regulares diurnas, 3 líneas regulares nocturnas y 5 líneas de servicio especial regulares, además de otras tres líneas discontinuas, que funcionan a demanda.

### Líneas Regulares Diurnas

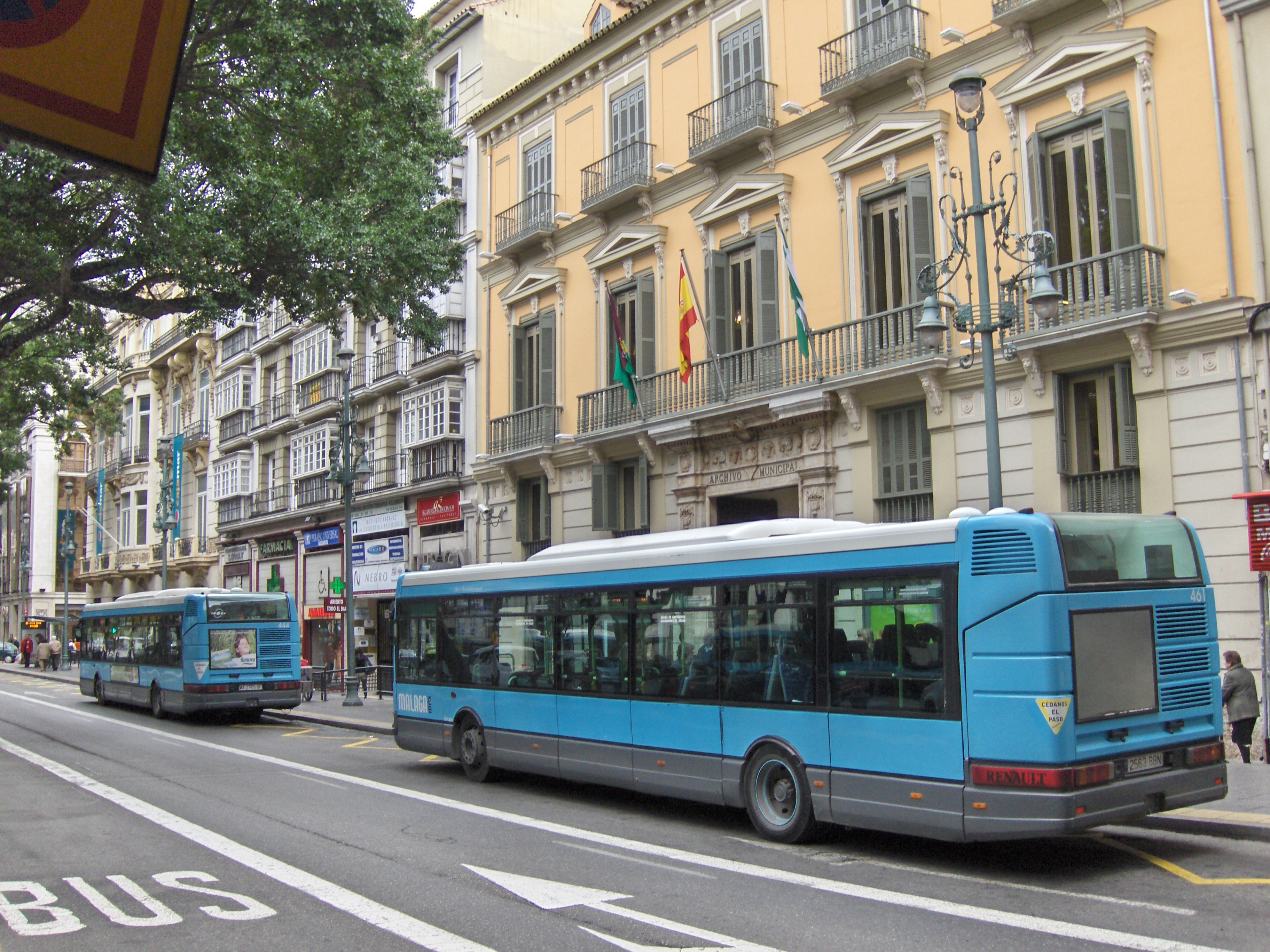
Autobuses en el lateral sur de la Alameda Principal.

| Línea | Trayecto                                                                       | Frecuencia media (laborables)                            | Frecuencia media (sábados)                        | Frecuencia media (domingos y festivos) |
| ----- | ------------------------------------------------------------------------------ | -------------------------------------------------------- | ------------------------------------------------- | -------------------------------------- |
| 1     | Parque del Sur – Alameda Principal – San Andrés                                | 9-11 minutos                                             | 12-13 minutos                                     | 14-16 minutos                          |
| 2     | Alameda Principal – Ciudad Jardín                                              | 13-15 minutos                                            | 12-13 minutos                                     | 15 minutos                             |
| 3     | Puerta Blanca - Alameda Principal - El Palo (Carretera de Olías)               | 9-10 minutos                                             | 11-13 minutos                                     | 12-13 minutos                          |
| 4     | Paseo del Parque – Cruz Humilladero – Cortijo Alto                             | 12-13 minutos                                            | 12-15 minutos                                     | 15-17 minutos                          |
| 5     | Alameda Principal – Guadalmar - Parque de Ocio                                 | 34-37 minutos                                            | 35-37 minutos                                     | 35-40 minutos                          |
| 7     | Parque Litoral - Alameda Principal – Carlinda                                  | 9-12 minutos                                             | 13-15 minutos                                     | 16 minutos                             |
| 8     | El Palo – Carlos Haya – Clínico                                                | 11-12 minutos                                            | 16-20 minutos                                     | 16-20 minutos                          |
| 9     | Alameda Principal – Avenida de Velázquez - Churriana (por C. Salud)            | 40-50 minutos                                            | 35-45 minutos y 90 minutos desde las 19:00        | 75-90 minutos                          |
| 10    | Alameda Principal – Avenida de Velázquez - Churriana (por calle torremolinos)  | 40-50 minutos                                            | 35-45 minutos                                     | 75-90 minutos                          |
| 11    | Universidad – Alameda Principal - El Palo (Playa Virginia)                     | 9-11 minutos                                             | 18-22 minutos                                     | 20-24 minutos                          |
| 14    | Paseo de la Farola – Carranque – Teatinos                                      | 10 - 11 minutos                                          | 12-13 minutos                                     | 15 minutos                             |
| 15    | La Virreina – Carlos Haya – Santa Paula                                        | 12-13 minutos                                            | 15 minutos                                        | 15 minutos                             |
| 17    | Alameda Principal – Las Virreinas – La Palma                                   | 11 minutos                                               | 12 minutos                                        | 12-15 minutos                          |
| 18    | Ciudad Jardín – Teatinos                                                       | 25-30 min en hora punta (45-55 min el resto del día)     | 30-40 min en hora punta (70 min el resto del día) | 70 minutos                             |
| 19    | Paseo del Parque – Intelhorce – Campanillas - Maqueda                          | 20-35 minutos                                            | 30-35 minutos                                     | 45-48 minutos                          |
| 20    | Alegría de la Huerta - Alameda Principal - Los Prados -                        | 15-17 minutos                                            | 17-19 minutos                                     | 19-22 minutos                          |
| 21    | Paseo del Parque – Carlos Haya – Puerto de la Torre                            | 11-12 minutos                                            | 16 minutos                                        | 20 minutos                             |
| 22    | Avenida de Molière – Tiro de Pichón – Universidad                              | 12-13 min. (18-20 min. en época no lectiva)              | 30 minutos                                        | 30 minutos                             |
| 23    | Paseo del Parque – El Cónsul – Parque Cementerio                               | 20-30 minutos                                            | 25-40 minutos                                     | 40 minutos                             |
| 25    | Paseo del Parque – Campanillas – Maqueda                                       | 13-20 minutos                                            | 27-30 minutos                                     | 27-30 minutos                          |
| 27    | Avda. Manuel Agustín Heredia – Santa Bárbara – Polígono Industrial Guadalhorce | 80 minutos                                               | 70-75 minutos (solo de 7.00 a 14.00)              | Sin servicio                           |
| 28    | Santa Águeda – Campanillas – Los Núñez                                         | 95-100 minutos                                           | 85-90 minutos                                     | 85 minutos                             |
| 29    | Jarazmín – El Palo (circular)                                                  | 60 minutos                                               | Sin servicio                                      | Sin servicio                           |
| 30    | Alameda Principal – Mangas Verdes                                              | 45-50 minutos                                            | Sin servicio                                      | Sin servicio                           |
| 31    | Paseo del Parque – Carranque – Palacio de los Deportes                         | 17-21 minutos                                            | 20-25 minutos                                     | 25-28 minutos                          |
| 32    | Avenida de Andalucía – Limonar – Mayorazgo                                     | 16-25 minutos                                            | 40 minutos                                        | 40 minutos                             |
| 33    | Avenida de Andalucía – Cerrado de Calderón                                     | 25-35 minutos                                            | 60 minutos                                        | 60 minutos                             |
| 34    | Avenida de Andalucía – Pedregalejo                                             | 25-35 minutos                                            | 60 minutos                                        | 60 minutos                             |
| 35    | Avenida de Andalucía – Gibralfaro                                              | 40-50 minutos                                            | 40-50 minutos                                     | 40-50 minutos                          |
| 36    | Avenida de Andalucía – Conde Ureña                                             | 60 minutos                                               | 60 minutos                                        | Sin servicio                           |
| 37    | Avenida de Andalucía – Monte Dorado                                            | 25-35 minutos                                            | 60-65 minutos                                     | 50-60 minutos                          |
| 38    | Paseo del Parque – Granja Suárez                                               | 30 minutos                                               | 25-45 minutos                                     | 50-60 minutos                          |
| 40    | Paseo de la Farola – Sacaba Beach                                              | 60 minutos                                               | Sin servicio                                      | Sin servicio                           |
| C1    | Circular 1 Martínez de la Rosa - Alameda Principal [sentido horario])          | 12 minutos                                               | 15 minutos                                        | 20 minutos                             |
| C2    | Circular 2 Camino de Suárez- Alameda Principal [sentido antihorario]           | 12 minutos                                               | 15 minutos                                        | 15-18 minutos                          |
| C3    | Circular Parque Clavero                                                        | 15 minutos                                               | 15 minutos (solo de 8.30 a 14.45)                 | 15 minutos (solo de 8.30 a 14.45)      |
| C5    | Circular Puerto de la Torre                                                    | 25 minutos (Hasta las 17.20)45 minutos (Hasta las 20.40) | 45 minutos                                        | Sin servicio                           |
| C6    | Circular La Milagrosa                                                          | 20 minutos                                               | 20 minutos                                        | 20 minutos                             |
| C8    | Circular Churriana                                                             | 40 minutos (de 8:15 a 12:20)                             | Sin servicio                                      | Sin servicio                           |
| A     | Paseo del Parque – Aeropuerto                                                  | 23-30 minutos                                            | 20-30 minutos                                     | 20-30 minutos                          |

### Líneas Regulares Nocturnas
| Línea | Trayecto                                                      | Salidas (Laborables) | Salidas (Sábados) | Salidas (Domingos y festivos) |
| ----- | ------------------------------------------------------------- | --- | --- | --- |
| N1    | Puerta Blanca – Alameda Principal – El Palo                   | Puerta Blanca: 23:00 - 23:30 - 23:55 - 0:10 - 0:25 - 0:40 - 1:00 - 1:30 - 2:00 - 2:45 - 3:10 - 4:05 - 5:25 El Palo: 23:05 - 23:30 - 23:50 - 0:15 - 0:40 - 0:55 - 1:10 - 1:40 - 2:00 2:20 - 2:40 - 3:25 - 4:40 - 6:00 | Puerta Blanca: 23:00 - 23:15 - 23:30 - 23:55 - 0:20 - 0:40 - 0:55 - 1:10 - 1:30 - 1:55 - 2:45 - 3:10 - 4:05 - 5:25 El Palo: 23:05 - 23:30 - 23:50 - 0:05 - 0:20 - 0:40 - 1:10 - 1:45 - 2:00 - 2:20 - 2:40 - 3:25 - 4:40 - 6:00 | Puerta Blanca: 23:00 - 23:30 - 23:55 - 0:10 - 0:20 -0:40 - 1:00 -1:30 - 2:00 - 2:45 - 3:00 - 4:05 - 5:25 El Palo: 23:05 - 23:30 - 23:50 - 0:15 - 0:40 - 0:55 - 1:10 - 1:40 - 2:00 - 2:20 - 2:40 - 3:25 - 4:40 - 6:00 |
| N2    | Plaza de la Marina – Circular                                 | Plaza de la Marina: 00:20 - 00:55 - 01:25 - 02:25 - 03:50 - 04:45 - 05:40 | Plaza de la Marina: 00:20 - 00:45 - 01:25 - 02:25 - 03:50 - 04:45 - 05:40 | Plaza de la Marina: 00:20 - 00:45 - 01:25 - 02:25 - 03:50 - 04:45 - 05:40 |
| N3    | Paseo del Parque - Tilos - Avd. Ortega y Gasset - Campanillas | Paseo del Parque: 00:30 y 2:45 (viernes) Maqueda: 1:35 (viernes) | Paseo del Parque: 00:30 y 2:45 Maqueda: 1:35 | |
| N4    | Paseo del Parque – Teatinos – Puerto de la Torre              | Paseo del Parque: 23:30 - 00:20 - 01:15 - 02:05 Solo jueves y viernes 02:30 - 04:10 - 05:45 Puerto De la Torre: 00:25 - 01:15 - 02:10 - 03:00 Solo jueves y viernes 03:25 - 05:00                                    | Paseo del Parque: 23:30 - 00:00 - 00:30 - 01:05 - 01:40 - 02:05 - 02:30 - 04:10 - 05:45 Puerto De la Torre: 00:20 - 00:53 - 01:20 - 02:00 - 03:00 - 03:25 - 05:00                                                              | Paseo del Parque: 23:30 - 00:15 - 01:10 - 02:05 Puerto De la Torre: 00:25 - 01:15 - 02:00 |

### Servicios Especiales o Eventuales
| 65 L             | UMA – El Cónsul - Ingenierías                                 | - (Sin servicio en época no lectiva)                                                   | - 10-16 minutos hora punta | - 25-35 minutos resto del día |
| E                | Paseo del Parque – Parque Tecnológico de Andalucía            | Antigua línea 25 exprés.                                                               |                            |                               |
| 90               | Estación Marítima – Paseo del Parque                          | Lanzadera que comunica la Estación Marítima y el Centro de la ciudad.                  |                            |                               |
| 91               | Estación de Autobuses - Museo del Automóvil - Jardín Botánico | -                                                                                      |                            |                               |
| 92 Bus Turístico | Estación de Autobuses – Circular                              | Servicio Turístico que realiza un recorrido por los lugares más emblemáticos de Málaga |                            |                               |

### Servicios de refuerzo
Estas líneas son líneas especiales con la característica de que únicamente circulan cuando es necesario realizar un refuerzo en parte del recorrido de una línea normal.
| Línea | Trayecto                                      | Línea principal |
| ----- | --------------------------------------------- | --------------- |
| 1.1   | Parque del Sur - Paseo del Parque             | 1               |
| 1.2   | Avda. Manuel Agustín Heredia – San Andrés     | 1               |
| 7.1   | Carlinda - C/Hilera                           | 7               |
| 7.2   | Avda. Manuel Agustín Heredia - Parque Litoral | 7               |
| 11.1  | Paseo del Parque – El Palo                    | 11              |
| 11.2  | Avda. Andalucía – Universidad                 | 11              |
| 20.1  | Avda. Manuel Agustín Heredia – Los Prados     | 20              |
| 20.2  | Puente de la Aurora - Alegría de la Huerta    | 20              |

### Servicios Temporales
Todos los años, la EMT pone a disposición de los usuarios malagueños servicios especiales para satisfacer las necesidades de transporte de esos eventos. Por ejemplo, en la Feria de Agosto, donde la mayoría de líneas tienen servicios especiales con recorridos adaptados a la ocasión y horarios nocturnos, el Festival de Verano "Terral" o La Noche en Blanco, donde las líneas del Centro prolongan servicios hasta entrada la madrugada.

#### Servicios especiales de Feria
Éstos servicios especiales se efectúan en la semana de feria, con horario de 20:00 a 6:00. La tarifa del billete es de 2.00 €.
| Línea | Trayecto                                        |
| ----- | ----------------------------------------------- |
| 1     | Ciudad Jardín - Capuchinos - Victoria           |
| 2     | Ciudad Jardín - San José - Alegría de la Huerta |
| 3A    | Puerta Blanca - Avda. de Velázquez - Huelin     |
| 3B    | Ayala - Huelin - Héroe De Sostoa                |
| 4     | Los Tilos - Cruz de Humilladero                 |
| 5     | Guadalmar - San Julián                          |
| 7A    | Arroyo - Camino Suárez - Gamarra                |
| 7B    | Parque Lítoral - Misericordia - Huelin          |
| 8A    | Mármoles - Camino de Antequera                  |
| 8B    | El Cónsul - Colonia Santa Inés - Soliva         |
| 9     | Avda. de Velázquez - Churriana                  |
| 11    | El Palo - Pedregalejo                           |
| 17    | La Palma - Trinidad - Eugenio Gross             |
| 18    | Ciudad Jardín - Teatinos (1,40 €) *             |
| 19    | Maqueda-Campanillas-Intelhorce-Ortega y Gasset  |
| 20    | Alegría de la Huerta - Los Prados (1,40 €) *    |
| 21    | Puerto de la Torre - Junta Los Caminos          |
| 22    | Avda. de Velázquez - Universidad (1,40 €) *     |
| 38    | Granja Suárez - Carlinda                        |
| F     | Centro - Recinto Ferial **                      |

(*) Las líneas 18, 20 y 22 funcionan como líneas ordinarias. 
La línea 18 verá modificado su recorrido, con una parada extra en la Avenida María Zambrano.
Las líneas diurnas 4 y 22 verán modificado su recorrido por Cortijo Alto, desviándose por: Ortega y Gasset, Avenida María Zambrano.
La línea 20 se verá modificado según el horario:
- Desde las 6:20 hasta las 21:00: Juan Gris, Ortega y Gasset, París, recorrido habitual.
- Desde las 21:00 hasta las 24:00:
  - Hacia Los Prados: Ortega y Gasset, Max Estrella, Mefistófeles, Pierrot, María Zambrano, Blas Infante, Rosamunda, París, recorrido habitual.
  - Hacia Alegría de la Huerta: París, Rosamunda, Blas Infante, María Zambrano, Hamlet, Mefistófeles, Max Estrella, Ortega y Gasset, recorrido habitual.

Su horario es de 6.20 a 24.00 h.
- (**) La línea F funciona como línea hacia la feria durante las 24 horas del día, teniendo su cabecera durante el día en la Rotonda de Larios (Alameda Principal) y durante la noche en el lateral sur de la Alameda principal (Acera Líneas 3 y 11).

### Servicios Desaparecidos

#### Líneas Desaparecidas
| Línea     | Trayecto                                                    | Observaciones |
| --------- | ----------------------------------------------------------- | --- |
| 2.1       | Puente de la Aurora – Cortijo Bazán                         | Unida en la línea 26, actual línea 20 |
| 2.2       | Puente de la Aurora – Jardín de Málaga                      | Unida en la línea 26, actual línea 20 |
| 2.3       | Puente de la Aurora – Alegría de la Huerta                  | Unida en la línea 26, actual línea 20 |
| 4.1       | Avda. Manuel Agustín Heredia – Res. Nueva Alameda           | Unida en la línea 4 |
| 5         | Conde de Ureña – Estación FFCC                              | La antigua línea 5, desaparecida por la creación de las dos primeras líneas circulares, comunicaba el barrio de Conde Ureña con la misma Estación de Ferrocarriles. Su desaparición fue anterior a la remodelación de ésta, cuando aquella zona no tenía el interés comercial de ahora.              |
| 6         | Alameda Principal – La Milagrosa                            | Sustituida por la línea C6 |
| 8.1       | Alameda Principal – Granja Suárez                           | Actual línea 38 |
| 9         | Alameda Principal – Gamarra – Nueva Málaga                  | La antigua línea 9, desaparecida por la creación de las dos primeras líneas circulares, comunicaba la Alameda con los barrios de Gamarra y Nueva Málaga. |
| 12        | Paseo del Parque – San Andrés                               | Desaparecida tras una fusión con la antigua línea 1, que por aquel entonces acababa en la Alameda Principal. Ésta comenzaba en el Parque, en la Plaza de Torrijos, y atravesaba la Alameda para continuar el recorrido que hoy hace la línea 1.                                                      |
| 13        | Eugenio Gross – Paseo de la Farola                          | Antaño, la línea 13 tenía su cabecera en el Paseo Marítimo Ciudad de Melilla y hacía un recorrido por el centro histórico hasta llegar a calle Martínez de la Rosa. |
| 14        | Alameda Principal – Portada Alta                            | Desaparecida tras la desaparición de la línea 18, lo que la hizo modificar sustancialmente su recorrido. |
| 16        | Paseo del Parque - Térmica                                  | Desaparecida en 2018 tras su unión con la línea 7 |
| 18        | Paseo de la Farola – Carranque                              | La antigua línea 18 daba servicio a Carranque desde la Malagueta pasando por Paseo de los Tilos. Desapareció tras cambiar su recorrido la línea 14, que supuso también cambiar el recorrido de la línea 31.                                                                                          |
| 19        | Avda. Manuel Agustín Heredia – Aeropuerto                   | Originalmente, la línea 19 era la que comunicaba el centro de la ciudad con el Aeropuerto, inicialmente empezando en Postigo de los Abades y después desplazándose al Paseo del Parque. Tras la creación de la línea A Exprés, quedó relegada a un segundo plano. Desaparece el 1 de octubre de 2012 |
| 20        | Alameda Principal – Avda. Andalucía – Universidad           | Originariamente, la antigua línea 20 comunicaba la Alameda con el Campus Universitario de Teatinos. Desaparece a finales de marzo de 2013 tras su absorción por parte de la línea 11 |
| 24        | Avda. Manuel Agustín Heredia – San Rafael – Los Prados      | Desaparecida al formarse la nueva línea 20 |
| 25 Exprés | Paseo del Parque – Parque Tecnológico de Andalucía          | Desaparecida el pasado 19 de octubre de 2010 debido a la falta de afluencia. Esta línea se creó mediante un acuerdo entre el PTA y la EMT para unir el centro y el parque en menos tiempo que el empleado con la línea 25. Vuelve a funcionar como línea E en 2016.                                  |
| 26        | Alameda Principal – Jardín de Málaga – Alegría de la Huerta | Desaparecida al formarse la nueva línea 20 |
| 45        | Alameda Principal – Plaza Mayor                             | Servicio de verano que se mantuvo durante tres años entre los meses de junio y septiembre. Funcionaba como un autobús nocturno desde las 23:00 hasta las 02:00. |
| 61        | Alameda Principal – Jardín Botánico La Concepción           | Desaparece tras quedarse con su concierto Portillo. |
| 64        | Alameda Principal – Peñón del Cuervo                        | Servicio especial que servía como lanzadera entre el centro de Málaga y el festival "Etnimálaga", celebrado en verano en las inmediaciones del Peñón del Cuervo. |

#### Servicio especial de Navidad (2009)
Servicio especial alrededor del Centro Histórico que utiliza un minibús eléctrico con el fin de facilitar las compras navideñas. Es gratuito e incluye la novedad de que no tiene paradas fijas, sino que recoger y deja a los usuarios a petición de los usuarios. Su itinerario semicircular recorre las vías Calle Carretería, Calle Álamos, Plaza de la Merced, el túnel de la Alcazaba, Calle Guillén Sotelo, Calle Císter, Calle Duque de la Victoria, Plaza del Siglo, Calle Molina Lario, Calle Sancha de Lara, Calle Martínez, Calle de las Atarazanas, Plaza de Arriola y Pasillo de Santa Isabel.

#### Circular 4 (2010)
Durante un breve periodo de tiempo estuvo funcionando la línea C4, que usaba primeramente microbuses debido a la continua avería del vehículo eléctrico y más tarde un minibús eléctrico que apenas tardó una semana en volverse a estropear. Debido a la poca afluencia de esta línea, EMT decidió retirarla el día de Reyes, sin tener en cuenta las peticiones de los vecinos del centro histórico. Su recorrido comenzaba en Calle Carretería, y después continuaba por calle Álamos, Plaza del Teatro, Plaza de Uncibay, Méndez Núñez, Calle Granada, Calle Molina Lario, Calle Sancha de Lara, Calle Martínez, Calle de las Atarazanas, Plaza de Arriola , Pasillo de Santa Isabel y de nuevo a Carretería.
Hoy en día, el vehículo eléctrico se encuentra encerrado en la cochera de la empresa, de modo que ha recibido el sobrenombre de "tamagochi" debido al escaso servicio que presta. Este vehículo se ha intentado introducir en la línea 36, que cubre el recorrido entre el Conde de Ureña y la Alameda de Colón para así aumentar el número de viajeros en esta línea y evitar el desuso del eléctrico, así como emprender la desaparición de los microbuses.

### Tarifas 2021
| Soporte                                                                                     | Tarifas vigentes (con 10% IVA) | Tarifas 2012 (con 8% IVA) | En 2010 | En 2009 | En 2008 |
| ------------------------------------------------------------------------------------------- | ------------------------------ | ------------------------- | ------- | ------- | ------- |
| Billete Ordinario                                                                           | 1,40 €                         | 1,20 €                    | 1,10 €  | 1,10 €  | 1 €     |
| Billete Especial para Feria                                                                 | 1,70 €                         | 2 €                       | 2 €     | 1,50 €  | 1,50 €  |
| Billete Ordinario con la Tarjeta Única del Consorcio(1)                                     | 0,99 €                         | 0,80 €                    | 0,77 €  |         |         |
| Transbordo desde autobús metropolitano(2)                                                   | 0,65 €                         | 0,59 €                    | 0,57 €  |         |         |
| Tarjeta Multiviaje Feria (10 viajes)                                                        | 12,95 €                        | 14,95 €                   | 14,95 € | 9,95 €  | 9,95 €  |
| Tarjeta Transbordo (10 viajes)                                                              | 8,40 €                         | 7,35 €                    | 7 €     |         |         |
| Tarjeta Mensual (Billetes ilimitados durante 1 mes)                                         | 39,95 €                        | 36,30 €                   | 34,30 € | 34,30 € | 32,50 € |
| Tarjeta Anual (Billetes ilimitados durante 1 año)                                           | 290,00 €                       |                           |         |         |         |
| Tarjeta Estudiante, Más Joven, UMA Y Oro 27 (Jubilados) (Billetes ilimitados durante 1 mes) | 27 €                           | 24 €                      | 23 €    | 23 €    | 21,50 € |
| Tarjeta Oro Jubilado                                                                        | Gratis                         | Gratis                    | Gratis  | Gratis  | Gratis  |
| Tarjeta Oro Jubilado 10                                                                     | 9,95 €                         |                           |         |         |         |
| Billete Aeropuerto (Línea A Exprés)                                                         | 4 €                            | 2 €                       |         |         |         |
| Fianza Tarjeta Multiviaje                                                                   | 1,90 €                         | 1,80 €                    | 1,80 €  | 1,80 €  | 1,80 €  |

(1) La tarjeta monedero del Consorcio de Transporte Metropolitano del Área de Málaga y del resto de consorcios de transporte de Andalucía pueden ser utilizadas en los autobuses de la EMT. El precio del billete obtenido con la tarjeta única es el de un viaje dentro de la zona A, ámbito de servicio de la EMT.

(2) Precio del billete ordinario de la EMT obtenido con la Tarjeta Única del Consorcio, si inmediatamente antes habíamos realizado un viaje en un autobús metropolitano pagado con la misma tarjeta. Para obtener este descuento, el transbordo debe realizarse dentro de los límites de tiempo.

### Flota de vehículos

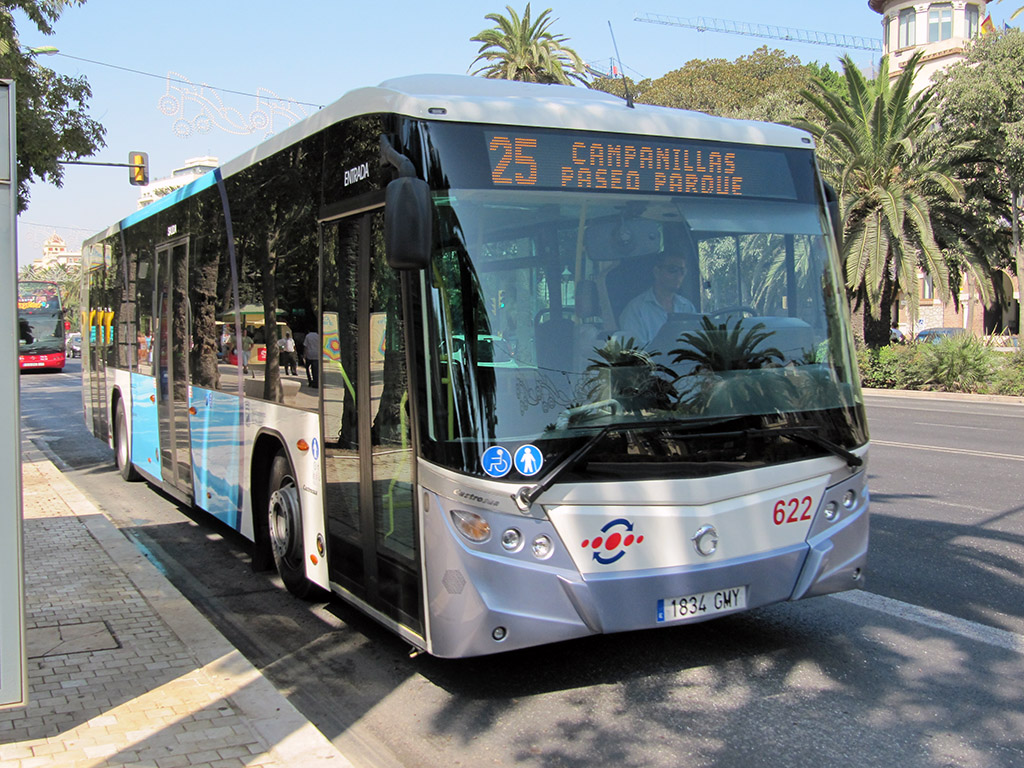
Un Castrosua Magnus de la empresa

| Modelo                                | Carrocería          | N.º Autobuses | Tamaño | Combustible      | Piso          | Rampa Minusválidos       | Edad Media |
| ------------------------------------- | ------------------- | ------------- | ------ | ---------------- | ------------- | ------------------------ | ---------- |
| Renault CityBus                       | Hispano             | 1             | 12 m   | Diésel           | Bajo          | Sí                       | 25 años    |
| Renault CityBus Articulado            | Hispano             | 15            | 18 m   | Diésel           | Bajo          | Sí                       | 24-25 años |
| MAN NM223F                            | Castrosua Magnus    | 15            | 9,7 m  | Diésel           | Bajo          | Sí                       | 21 años    |
| Renault CityBus Hispano Art           | Hispano             | 12            | 18 m   | Diésel           | Bajo          | Sí                       | 21 años    |
| Renault CityBus Hispano               | Hispano             | 12            | 18 m   | Diésel           | Bajo continuo | Sí                       | 21 años    |
| Irisbus CityBus Art                   | Hispano             | 12            | 18 m   | Diésel           | Bajo          | Sí                       | 21 años    |
| Irisbus CityBus                       | Hispano             | 21            | 12 m   | Diésel           | Bajo continuo | Sí                       | 21 años    |
| Renault Citybus Art                   | Hispano             | 3             | 18 m   | Diésel           | Bajo continuo | Sí                       | 20 años    |
| Irisbus Citybus Art                   | Hispano             | 4             | 18 m   | Diésel           | Bajo continuo | Sí                       | 20 años    |
| Renault Citybus                       | Hispano             | 3             | 12 m   | Diésel           | Bajo continuo | Sí                       | 20 años    |
| Irisbus Citybus                       | Hispano             | 9             | 12 m   | Diésel           | Bajo continuo | Sí                       | 20 años    |
| Irisbus Citelis                       | Hispano             | 21            | 12 m   | Diésel           | Bajo continuo | Sí                       | 19 años    |
| Irisbus Citelis                       | Castrosua Magnus    | 41            | 12 m   | Diésel           | Bajo continuo | Sí                       | 18 años    |
| Irisbus Citelis                       | Hispano Habit Artic | 10            | 18 m   | Diésel           | Bajo continuo | Sí                       | 16 años    |
| Mercedes-Benz SPRINTER CITY 65M       | -                   | 5             | 7 m    | Diésel           | Bajo continuo | Sí                       | 11 años    |
| VOLVO 7900 BRLH HIBRIDO_E             | -                   | 3             | 12 m   | Diésel-Eléctrico | Bajo continuo | Sí                       | 11 años    |
| Iveco Irisbus Urbanway_E              | -                   | 21            | 12 m   | Diésel-Eléctrico | Bajo continuo | Sí                       | 8 años     |
| Iveco Irisbus Urbanway_A              | -                   | 25            | 18 m   | Diésel-Eléctrico | Bajo continuo | Sí                       | 10 años    |
| MAN A22 LION'S CITY - NL323F NEW CITY | -                   | 15            | 12 m   | Diésel           | Bajo continuo | Sí                       | 8 años     |
| MERCEDES-BENZ CITARO K                | -                   | 4             | 10 m   | Diésel           | Bajo continuo | Sí                       | 8 años     |
| Iveco Irisbus Urbanway_HYBRID         | -                   | 11            | 12 m   | Diésel-Eléctrico | Bajo continuo | Sí                       | 8 años     |
| MAN Castrosua New City Art            | Castrosua           | 11            | 18 m   | Diesel           | Bajo continuo | Sí                       | 7 años     |
| MAN Castrosua New City Art 2          | Castrosua           | 4             | 18 m   | Diésel           | Bajo continuo | Sí                       | 6 años     |
| MAN LION'S CITY - Eficient Hybrid     | -                   | 15            | 20 m   | Diésel-Eléctrico | Bajo continuo | Sí                       | 2-3-4 años |
| MAN LION'S CITY FULL ELECTRIC         | -                   | 19            | 12 m   | 100% Eléctrico   | Bajo continuo | Sí                       | 2 años     |
| Iveco EWAY Heliez Bus                 | Heliez Bus          | 13            | 8 m    | Eléctrico        | Bajo continuo | Sí                       | 1,5 mes    |
| NÚMERO TOTAL DE VEHÍCULOS             |                     | 261           |        |                  |               | EDAD MEDIA VEHÍCULOS EMT | 10,6 años  |

### Servicios al cliente

#### Servibús
Desde 2006 la EMT lleva poniendo a disposición de los usuarios el servicio de GPS. En la actualidad los usuarios pueden localizar la próxima llegada de la línea que van a coger a través de tres vías.
- Paneles informativos en las marquesinas: En la mayoría de marquesinas de la ciudad encontramos paneles informativos que nos informan regularmente de los próximos tiempos de llegada de las líneas.
- SMS:  Enviamos un SMS con la palabra BUS espacio N.º de PARADA al 217213. Por ejemplo:  BUS 1052. Nos llegará al teléfono un mensaje con el tiempo estimado de llegada.
- Por Internet: Ya sea por conexión WiFi o por 3G, podemos conocer los tiempos de llegada de nuestra parada únicamente conociendo el código de la parada utilizando este enlace (enlace roto disponible en Internet Archive; véase el historial, la primera versión y la última)..

#### APP
Actualmente, la EMT dispone de una APP gratuita para teléfonos inteligentes (smartphones) en la cual encuentras los siguientes servicios: 
- Buscador de parada: introducimos ahí el número de parada y nos lleva a las líneas que pasan por ella.
- Localizador: es una función de la aplicación que nos permite ver qué paradas tenemos alrededor de nosotros.
- Líneas: nos muestra todas las líneas que tiene la EMT, con todo su recorrido. Cuando pinchamos en una de ellas se encuentran varias opciones: localizador (ver su recorrido en el mapa con sus respectivas paradas), horario (tiene como símbolo un reloj, aquí podemos ver a qué hora sale cada autobús desde sus puntos de partida), y podemos observar un autobús que está en algunas paradas (esto nos indica dónde se encuentra circulando el autobús de dicha línea).
- Mis paradas: esta es una opción en la que podemos marcar paradas como favoritas y así encontrarlas más rápidamente.
- Recargas: nos permite introducir las tarjetas de la EMT (ya sean mensuales o no) y saber cuándo necesitan ser recargadas.
- Avisos: es una opción que nos avisa sobre alteraciones en las líneas, por su horario o su recorrido, entre otras cosas.
- ¿Cómo ir...?: nos lleva directamente a Google Maps y allí podemos introducir los datos del sitio al que queremos llegar y no sabemos cómo.
- Códigos QR: sirve para escanear dichos códigos que se encuentran el las diferentes paradas para obtener la información de la misma.
- Radar: nos permite conocer la posición de las paradas cercanas con respecto a nuestra ubicación.
- Bicicletas: es un servicio externo a la EMT en el cual se prestan bicicletas. Con este servicio podemos ver que estaciones tenemos más cerca, a cuánta distancia está y cuantas bicicletas están disponible.

#### Atención al cliente
Desde 2004 existe en Málaga un Centro de Atención al Cliente en Alameda Principal, 15 (esquina con calle Córdoba), donde poder publicar sugerencias y quejas, conseguir la Tarjeta-Bus (también disponible en estancos autorizados) y obtener planos de la red.
La EMT también dispone de la figura del asistente social.

## Organización de las líneas de la EMT
Al contrario que en otras ciudades, en la EMT de Málaga no se sigue un esquema de numeración fijo. La numeración de las líneas en su mayoría pertenece a la época de la desaparición de los tranvías, cuando otras compañías fundaron esas líneas y las explotaron hasta que la EMT se hizo con ellas.

### Historia
Inicialmente, tras hacerse con todas las líneas existentes existían huecos en las líneas, ya que estaban numeradas del 1 al 24 de forma continua y luego existían líneas capilares, de la 31 a la 37. También había sublíneas o líneas complementarias a la línea 2 , a la 4 y a la línea 8, que con el tiempo se consolidaron como líneas independientes.
Con la desaparición de esas sublíneas y la creación de nuevos servicios, como a Campanillas y a Jarazmín, en 2002 la EMT de Málaga llegó a tener 38 líneas numeradas de manera continua, además de los dos primeros nocturnos y el servicio especial 61. 
A partir de este punto, el plano de líneas se ha ido ajustando y optimizando. Con la peatonalización de la calle Alcazabilla y la creación del Túnel de la Alcazaba se inició un proceso para centralizar las cabeceras que se encontraban dispersas por el centro. Primero se desplazaron la de las líneas 1 y 37 de Postigo de los Abades a la Alameda Principal, además del eje de líneas 11, 32, 33, 34 y 35 que tenían la cabecera en el Paseo del Parque y empleaban la Avenida de Cervantes para regresar. La línea del Aeropuerto, la 19, también se desplazó de Postigo de los Abades, pero en esta ocasión al Paseo del Parque. Otras líneas vieron modificado su recorrido para emplear la Alameda Principal, el Paseo del Parque o el mencionado Túnel. 

#### Desapariciones y creaciones de líneas
Con el objeto de evitar duplicidades, la primera línea que fue eliminada fue la 18, que comunicaba el Puerto y el barrio de Carranque. Por ello, la línea 14 adoptó una configuración parecida a la de la extinta 18, perdiendo el servicio que realizaba al sur de calle Cómpeta. Es por ello que con el tiempo también se vio afectada la línea 31, para poder mantener ese servicio.
Aproximadamente por esa fecha entra en servicio la tercera línea nocturna, la N4, que comunicaba el Centro y el Puerto de la Torre.
Unos años después, en 2004, se buscó la unificación de líneas para mejorar las comunicaciones entre barrios y con el centro. Se planteó la unión de las líneas 1 y 12 y de las líneas 2 y 16, pero al final sólo la primera se realizó, quedando una única línea con el número 1 que realizaba el recorrido Parque del Sur - San Andrés. Pero no fue hasta 2006 hasta que no observamos una remodelación importante en el plano de líneas de la ciudad. Las líneas 5 (Conde Ureña - Estación FFCC), 9 (Nueva Málaga - Alameda Principal) y 13 (Paseo de la Farola - Eugenio Gross) fueron eliminadas y sustituidas por las dos primeras líneas circulares, C1 y C2. Ésta fue, hasta la fecha, la última reorganización del plano de líneas de la ciudad, aunque ha habido desde entonces cambios.
Los circulares en un principio buscaron asemejarse a las líneas antiguas en su recorrido, aunque con el tiempo se realizaron cambios, como la supresión del recorrido por la Malagueta o la eliminación de algunas paradas, como la de la Capilla de Calle Agua en la C2.
En 2009 aproximadamente, se crean la tercera línea circular, C3, y la primera línea exprés, el 25 exprés. Esta línea fue suprimida un año más tarde.
El 27 de diciembre 2010 se crea la línea 9, que comunicaba el barrio de Churriana con la alameda principal de manera mucho más rápida que la otra línea que daba servicio al barrio, la línea 10.
En 2011 se modifican las líneas del Aeropuerto. La 19, que tradicionalmente realizaba el servicio, estableció su cabecera como línea normal en el Muelle Heredia y se creó la línea A exprés que buscó la reducción del tiempo que ocupaba el trayecto. Finalmente, en octubre de 2012 desaparece la 19.
En 2013 da comienzo una reestructuración del mapa de líneas debido a la inauguración del Metro de Málaga a finales de ese mismo año. Las líneas 3 y 11 se ven afectadas prolongando su servicio hasta Carretera de Olías, en El Palo; y el Campus Universitario de Teatinos, respectivamente. Asimismo, desaparecen el servicio a Carretera de Olías de la línea 11 y la línea 20. También se crea una nueva línea, numerada 18, que comunica Ciudad Jardín con la Universidad.
Más tarde, tras el fin de la concesión a Vázquez Olmedo, se crea la línea 19, que imita el recorrido de la L-4 hasta el Palacio de Ferias, desde donde continúa hasta Campanillas.
El 14 de septiembre de 2013 se produjo la unificación de las líneas 24 y 26 en la nueva línea 20, que cubre el trayecto desde la barriada de los Prados hasta Ciudad Jardín (Alegría de la Huerta).
El 23 de noviembre de 2013 se modifica el sistema de transporte al distrito de Churriana. Las dos líneas que daban servicio al barrio pasan a ser tres. La línea 5, de nueva creación, realiza el recorrido que antes realizaba la L-10 por guadalmar y san Julián pero sin acceder al barrio de Churriana. La nueva línea 10, por su parte, pasa a tener exactamente el mismo recorrido que la línea 9. La única diferencia entre las dos es que la línea 10 accede al centro de Churriana vía calle Torremolinos, mientras que la línea 9 accede por el centro de salud hasta encontrarse nuevamente con la línea 10. Por último, la línea 9 modificó sus horarios para coordinarse con la 10, de manera que ambas líneas funcionan como una sola en la práctica.
Se crea en 2015 la línea 62, que conecta el Puerto de la Torre con la universidad.
En septiembre de 2017 se crea la línea E, que conecta de manera directa el PTA con el centro de la ciudad y se dota de un horario aceptable para los trabajadores, lo cual era la única razón por la que la línea 25 exprés no llegó a funcionar. 
También ese año se crea la línea N-3, que imita el recorrido de la línea 19 que conecta el centro de la ciudad con la estación de autobuses, tiro de pichón, ortega y gasset y campanillas.
En 2017 se crea la línea nocturna N-5, operada por Vázquez Olmedo, que conecta el centro de la ciudad con Guadalmar y Churriana.
El 3 de enero de 2018 se amplía el recorrido de la L-38 hasta el barrio de Carlinda como operación previa a un conjunto de modificaciones que se van a llevar a cabo en la red de transporte de esa zona.
En primer lugar, el 3 de febrero se crea la nueva línea 7, resultado de unificar las líneas 7 y 16, permitiendo la conexión directa entre Miraflores de los Ángeles y la estación María Zambrano, continuando hasta la térmica. Esta línea cuenta con una frecuencia de 9 minutos en hora punta y es operada por autobuses articulados debido a la alta demanda de las dos líneas, para las que los autobuses estándar de 12 metros quedaban muy reducidos. 
Algunos meses después se producirá la creación de una nueva línea, de numeración aún desconocida, resultado de unificar las líneas 38 y 34, conectando el Camino de Antequera con el Palo, ampliándose el recorrido a Miraflores del Palo. Esta línea será operada por los nuevos Mercedes de 10 metros que llegaron en 2017. 
A continuación será el turno de las líneas del Camino de Antequera. Actualmente, las líneas 8 y 21 son las que vertebran, junto a la 23 y la 38, este eje. La línea 8 tiene autobuses articulados con los que opera, mientras que la L-21 habitualmente es operada por estándar de 12 m. La gran cantidad de viajeros de la L-21, que supera a los viajeros de la L-8, ha obligado a la EMT a elaborar unos horarios de manera que, prácticamente en todos los viajes, todos los autobuses de la L-21 lleven un 8 delante para evitar su saturación, en vez de operar la L-21 con articulados y la 8 con rígidos, lo cual sería más lógico. De hecho, la situación de las cabeceras en alameda principal no es casual: la L-8 tiene su cabecera ligeramente más cerca de calle Larios, consiguiendo así que los viajeros de Camino de Antequera usen todos el 8, en detrimento del 21.
Finalmente optan por crear la nueva macrolínea 8, resultado de unificar las líneas 8 y 21. Esta macrolínea tendrá autobuses articulados y una frecuencia de 5 minutos en hora punta, manteniendo el recorrido desde alameda principal hasta Castañón de Mena y bifurcándose alternativamente los autobuses hacia hospital clínico y Puerto de la Torre.
También durante 2018 se ampliará el recorrido de la L-22, continuando desde su actual cabecera por el hospital clínico hasta el Puerto de la Torre, añadiéndosele el recorrido de la L-62.
El cierre de los laterales Norte y sur de la alameda principal conllevará la migración de muchas cabeceras de líneas hasta el paseo del parque. Aprovechando esta circunstancia, la EMT creará la nueva línea 9, resultado de unificar las líneas 9 y 10 que actualmente prestan servicio a Churriana. Esta modificación se realiza debido a que la demanda de las dos líneas requieren de un horario de características similares a los de las L-8 y 21, de manera que los autobuses de las líneas 9 y 10 llevan un autobús de la L-5, con menor demanda, delante en los viajes en que pudiera haber saturación. Además, la práctica identidad de las dos líneas invita a unificarlas, pues así se corrigen pequeños problemas en el horario que, en ocasiones, provocan retrasos en la L-10. La nueva línea 9 tendrá su cabecera en el paseo del parque y hará el recorrido que actualmente hace la línea 10 sentido Churriana mientras que el recorrido de vuelta será el que actualmente hace la L-9. Contará con un autobús más que hasta ahora, sumando 5 autobuses estándar de 12 m en las horas punta y modificará su cabecera en Churriana a una nueva ubicación, aún desconocida.

### Codificación de las paradas
No pasa desapercibido que cada parada de la red de la EMT tiene un código designado. Este código es muy útil para servicios como el Servibús, y la estructura es muy simple.
El código normalmente consta de tres o cuatro cifras, en la que los dos últimos marcan la posición de la parada y los primeros la línea de menor número que para, o paraba, allí.
Por la codificación actual parece que el sistema de códigos se debió introducir sobre el 2005, primero de manera interna en la EMT, y luego de forma pública.
Así, por sistema, las cabeceras de las líneas suelen ser las paradas XX01 y XX51, donde XX es el código de línea. Este sistema se puede emplear para figurar los códigos de las paradas si no se encuentra el número o no se puede acceder a él, pero varias modifiaciones en los recorridos han hecho que no sea un sistema lineal.